# Arnaldo Andreoli
Arnaldo Andreoli  (Modena, Olasz Királyság, 1893. augusztus 6. – Parma, Olaszország, 1952. december 2.) olimpiai bajnok olasz tornász.
Az első világháború után részt vett az 1920. évi nyári olimpiai játékokon Antwerpenban, mint tornász. Európai rendszerű csapat versenyben aranyérmes lett.
Klubcsapata a veronai G. S. Bencini volt.
Aktív tornászpályafutása után Andreoli bíróként és versenyszervezőként dolgozott.